# جی‌دی اند تی‌اوپی
جی‌دی اند تی‌اوپی (انگلیسی: GD & TOP) گروه موسیقی دوتایی کره‌ای هیپ هاپ/پاپ اهل کره جنوبی متشکل از جی دراگون و تی.او. پی، رپرهای گروه پسرانه کره‌ای بیگ بنگ بود که در سال ۲۰۱۰ شکل گرفت. اولین آلبوم گروه به نام جی‌دی اند تی‌اوپی (۲۰۱۰) یک موفقیت تجاری بود و به یکی از پرفروش‌ترین آلبوم‌های کره جنوبی در آن سال تبدیل شد. پس از پنج سال وقفه، این گروه تک‌آهنگ «Zutter» را منتشر کرد که به جایگاه شماره دو در جدول دیجیتال گائون رسید.